# Tournoi de tennis du Queen's
Pour les articles homonymes, voir Queen's.
Le tournoi du Queen's est un tournoi professionnel de tennis masculin du circuit ATP. Il fait partie de la catégorie des tournois ATP 500 depuis 2015. Créé en 1886 sous l'appellation de Championnats de Londres, il est l'un des tournois de tennis les plus anciens du monde. Il a lieu depuis 1890 sur les courts en gazon du Queen's Club de Londres et se joue au milieu du mois de juin, avec une épreuve masculine et une épreuve féminine.
De 1971 à 1973, il a également comporté une épreuve du circuit féminin WTA. Celle-ci revoit le jour en 2025.
De la même manière que le tournoi de Halle qui se joue simultanément deux semaines après Roland-Garros, le Queen's est perçu comme un tournoi de préparation pour Wimbledon qui se dispute deux semaines plus tard. Il est d'ailleurs considéré comme le deuxième tournoi sur gazon le plus important après Wimbledon.
Le court central du Queen's Club peut accueillir 6 478 spectateurs.

## Faits marquants
Depuis 1968, huit joueurs ont réalisé le doublé Queen's-Wimbledon : John McEnroe en 1981 et 1984, Jimmy Connors en 1982, Boris Becker en 1985, Pete Sampras en 1995 et 1999, Lleyton Hewitt en 2002, Rafael Nadal en 2008, Andy Murray en 2013 et 2016 et Carlos Alcaraz en 2023. Roger Federer a participé au tournoi du Queen's en 1999 et depuis lors participe au tournoi de Halle.
Le joueur le plus titré en simple depuis le début de l'ère Open est Andy Murray (5 titres), devant Boris Becker, Lleyton Hewitt, John McEnroe et Andy Roddick (4 titres). En double, les paires composées de Todd Woodbridge et Mark Woodforde et des frères Bob et Mike Bryan se sont toutes deux imposées 5 fois.
Andy Roddick face à Nicolas Mahut en 2007, Grigor Dimitrov face à Feliciano López en 2014 et Marin Cilic face à Novak Djokovic en 2018 ont sauvé une balle de match en finale, tous les deux au deuxième set. Feliciano López face à Marin Čilić en 2017 a sauvé deux balles de match dans le dernier set.
Lors de la finale en 2012, David Nalbandian s'est fait disqualifier pour comportement anti-sportif, après avoir donné un coup de pied rageur dans le panneau publicitaire entourant la chaise d'un juge de ligne, écorchant légèrement ce dernier au tibia.

## Palmarès messieurs

### Simple
| No       | Date       | Nom et lieu du tournoi                               | Catégorie                                            | Dotation                                             | Surface                                              | Vainqueur                                            | Finaliste                                            | Score                                                |                                                      |
| -------- | ---------- | ---------------------------------------------------- | ---------------------------------------------------- | ---------------------------------------------------- | ---------------------------------------------------- | ---------------------------------------------------- | ---------------------------------------------------- | ---------------------------------------------------- | ---------------------------------------------------- |
| 1        | 1890       |                                                      |                                                      | NC $                                                 | NC                                                   | David G. Chaytor                                     | Wilfred Baddeley                                     | 3-6, 6-8, 6-1, 6-2, 6-2                              |                                                      |
| 2        | 1891       |                                                      |                                                      | NC $                                                 | NC                                                   | Harold Barlow                                        | Joshua Pim                                           | 6-4, 2-6, 6-0, 7-5                                   |                                                      |
| 3        | 1892       |                                                      |                                                      | NC $                                                 | NC                                                   | Ernest Lewis                                         | Joshua Pim                                           | 6-4, 6-4, 3-6, 4-6, 6-1                              |                                                      |
| 4        | 1893       |                                                      |                                                      | NC $                                                 | NC                                                   | Joshua Pim                                           | Harold Mahony                                        | 1-6, 6-1, 6-8, 6-3                                   |                                                      |
| 5        | 1894       |                                                      |                                                      | NC $                                                 | NC                                                   | Harold Mahony                                        | Harold Barlow                                        | 6-2, 6-3, 6-3                                        |                                                      |
| 6        | 1895       |                                                      |                                                      | NC $                                                 | NC                                                   | Harold Barlow                                        | Manliff Goodbody                                     | 6-4, 7-5, 5-7, 5-7, 10-8                             |                                                      |
| 7        | 1896       |                                                      |                                                      | NC $                                                 | NC                                                   | Harold Mahony                                        | Reginald Frank Doherty                               | 11-9, 6-4, 6-4                                       |                                                      |
| 8        | 1897       |                                                      |                                                      | NC $                                                 | NC                                                   | Hugh Lawrence Doherty                                | Josiah Ritchie                                       | 6-2, 6-2, 6-2                                        |                                                      |
| 9        | 1898       |                                                      |                                                      | NC $                                                 | NC                                                   | Hugh Lawrence Doherty                                | Harold Mahony                                        | 6-3, 6-4, 9-7                                        |                                                      |
| 10       | 1899       |                                                      |                                                      | NC $                                                 | NC                                                   | Harold Mahony                                        | Arthur Gore                                          | 8-10, 6-2, 7-5, 6-1                                  |                                                      |
| 11       | 1900       |                                                      |                                                      | NC $                                                 | NC                                                   | Arthur Gore                                          | Arthur W. Lavy                                       | 6-0, 6-2, 6-3                                        |                                                      |
| 12       | 1901       |                                                      |                                                      | NC $                                                 | NC                                                   | Charles Dixon                                        | George Greville                                      | 6-1, 6-0, 4-6, 6-4                                   |                                                      |
| 13       | 1902       |                                                      |                                                      | NC $                                                 | NC                                                   | Josiah Ritchie                                       | Charles Simond                                       | 6-3, 6-4, 6-0                                        |                                                      |
| 14       | 1903       |                                                      |                                                      | NC $                                                 | NC                                                   | George Greville                                      | Charles Simond                                       | 6-1, 6-4, 7-9, 5-7, 6-4                              |                                                      |
| 15       | 1904       |                                                      |                                                      | NC $                                                 | NC                                                   | Josiah Ritchie                                       | Harold Mahony                                        | 6-3, 6-1, 6-1                                        |                                                      |
| 16       | 1905       |                                                      |                                                      | NC $                                                 | NC                                                   | Holcombe Ward                                        | Beals Wright                                         | Forfait                                              |                                                      |
| 17       | 1906       |                                                      |                                                      | NC $                                                 | NC                                                   | Josiah Ritchie                                       | John Flavelle                                        | 6-0, 6-1, 7-5                                        |                                                      |
| 18       | 1907       |                                                      |                                                      | NC $                                                 | NC                                                   | Anthony Wilding                                      | Josiah Ritchie                                       | 6-2, 6-1, 6-0                                        |                                                      |
| 19       | 1908       |                                                      |                                                      | NC $                                                 | NC                                                   | Kenneth Powell                                       | Josiah Ritchie                                       | 6-4, 3-3, ab.                                        |                                                      |
| 20       | 1909       |                                                      |                                                      | NC $                                                 | NC                                                   | Josiah Ritchie                                       | Harry Parker                                         | 11-13, 6-4, 6-1, 6-0                                 |                                                      |
| 21       | 1910       |                                                      |                                                      | NC $                                                 | NC                                                   | Anthony Wilding                                      | Josiah Ritchie                                       | 6-4, 6-3, 2-0, ab.                                   |                                                      |
| 22       | 1911       |                                                      |                                                      | NC $                                                 | NC                                                   | Anthony Wilding                                      | Alfred Beamish                                       | 7-5, 6-2, 6-3                                        |                                                      |
| 23       | 1912       |                                                      |                                                      | NC $                                                 | NC                                                   | Anthony Wilding                                      | Otto Froitzheim                                      | Forfait                                              |                                                      |
| 24       | 1913       |                                                      |                                                      | NC $                                                 | NC                                                   | Arthur Lowe                                          | Wallace F. Johnson                                   | 7-5, 6-4, 4-6, 4-6, 6-4                              |                                                      |
| 25       | 1914       |                                                      |                                                      | NC $                                                 | NC                                                   | Arthur Lowe                                          | Percival Davson                                      | 6-2, 7-5, 6-4                                        |                                                      |
|          | 1915-1918  | Pas de tournoi                                       | Pas de tournoi                                       | Pas de tournoi                                       | Pas de tournoi                                       | Pas de tournoi                                       | Pas de tournoi                                       | Pas de tournoi                                       | Pas de tournoi                                       |
| 26       | 1919       |                                                      |                                                      | NC $                                                 | NC                                                   | Pat O'Hara Wood                                      | Louis Raymond                                        | 6-4, 6-0, 2-6, 7-5                                   |                                                      |
| 27       | 1920       |                                                      |                                                      | NC $                                                 | NC                                                   | Bill Johnston                                        | Bill Tilden                                          | 4-6, 6-2, 6-4                                        |                                                      |
| 28       | 1921       |                                                      |                                                      | NC $                                                 | NC                                                   | Zenzo Shimizu                                        | Mohammed Sleem                                       | 6-2, 6-0                                             |                                                      |
| 29       | 1922       |                                                      |                                                      | NC $                                                 | NC                                                   | Henry Mayes                                          | Donald Greig                                         | 6-8, 6-2, 6-2, 6-1                                   |                                                      |
| 30       | 1923       |                                                      |                                                      | NC $                                                 | NC                                                   | Vincent Richards                                     | Sydney Jacob                                         | 6-2, 6-2                                             |                                                      |
| 31       | 1924       |                                                      |                                                      | NC $                                                 | NC                                                   | Algernon Kingscote                                   | Arthur Lowe                                          | 3-6, 8-6, 6-3, 6-2                                   |                                                      |
| 32       | 1925       |                                                      |                                                      | NC $                                                 | NC                                                   | Arthur Lowe                                          | Henry Mayes                                          | 6-2, 9-7                                             |                                                      |
| 33       | 1926       |                                                      |                                                      | NC $                                                 | NC                                                   | Henry Mayes                                          | Arthur Lowe                                          | 6-3, 6-2                                             |                                                      |
| 34       | 1927       |                                                      |                                                      | NC $                                                 | NC                                                   | Henry Mayes                                          | D.M. Evans                                           | 6-3, 6-3                                             |                                                      |
| 35       | 1928       |                                                      |                                                      | NC $                                                 | NC                                                   | Bill Tilden                                          | Francis Hunter                                       | 6-3, 6-2, 6-1                                        |                                                      |
| 36       | 1929       |                                                      |                                                      | NC $                                                 | NC                                                   | Bill Tilden                                          | Francis Hunter                                       | Partage                                              |                                                      |
| 37       | 1930       |                                                      |                                                      | NC $                                                 | NC                                                   | Wilmer Allison                                       | Gregory Mangin                                       | 6-4, 8-6                                             |                                                      |
| 38       | 1931       |                                                      |                                                      | NC $                                                 | NC                                                   | John Olliff                                          | Edward Avory                                         | 3-6, 6-4, 6-2                                        |                                                      |
| 39       | 1932       |                                                      |                                                      | NC $                                                 | NC                                                   | Jack Crawford                                        | Hendrik Timmer                                       | 1-6, 6-3, 6-3, 6-4                                   |                                                      |
| 40       | 1933       |                                                      |                                                      | NC $                                                 | NC                                                   | Lester Stoefen                                       | Ellsworth Vines                                      | Partage                                              |                                                      |
| 41       | 1934       |                                                      |                                                      | NC $                                                 | NC                                                   | Sidney Wood                                          | Frank Shields                                        | 6-4, 6-3                                             |                                                      |
| 42       | 1935       |                                                      |                                                      | NC $                                                 | NC                                                   | Wilmer Allison                                       | Clarence Jones                                       | Partage                                              |                                                      |
| 43       | 1936       |                                                      |                                                      | NC $                                                 | NC                                                   | Donald Budge                                         | Donald P. Jones                                      | 6-4, 6-3                                             |                                                      |
| 44       | 1937       |                                                      |                                                      | NC $                                                 | NC                                                   | Donald Budge                                         | Henry Austin                                         | 6-1, 6-2                                             |                                                      |
| 45       | 1938       |                                                      |                                                      | NC $                                                 | NC                                                   | Henry Austin                                         | Kho Sin-Khie                                         | 6-2, 6-0                                             |                                                      |
| 46       | 1939       |                                                      |                                                      | NC $                                                 | NC                                                   | Gottfried von Cramm                                  | Ghaus Mohammad                                       | 6-1, 6-3                                             |                                                      |
|          | 1940-1945  | Pas de tournoi                                       | Pas de tournoi                                       | Pas de tournoi                                       | Pas de tournoi                                       | Pas de tournoi                                       | Pas de tournoi                                       | Pas de tournoi                                       | Pas de tournoi                                       |
| 47       | 1946       |                                                      |                                                      | NC $                                                 | NC                                                   | Pancho Segura                                        | Colin Long                                           | 6-4, 7-5                                             |                                                      |
| 48       | 1947       |                                                      |                                                      | NC $                                                 | NC                                                   | Bob Falkenburg                                       | Colin Long                                           | 6-4, 7-5                                             |                                                      |
| 49       | 1948       |                                                      |                                                      | NC $                                                 | NC                                                   | Bob Falkenburg                                       | Eric Sturgess                                        | Partage                                              |                                                      |
| 50       | 1949       |                                                      |                                                      | NC $                                                 | NC                                                   | Ted Schroeder                                        | Gardnar Mulloy                                       | 8-6, 6-0                                             |                                                      |
| 51       | 1950       |                                                      |                                                      | NC $                                                 | NC                                                   | John Bromwich                                        | Arthur Larsen                                        | 6-2, 6-4                                             |                                                      |
| 52       | 1951       |                                                      |                                                      | NC $                                                 | NC                                                   | Eric Sturgess                                        | Frank Sedgman                                        | 6-4, 5-7, 6-2                                        |                                                      |
| 53       | 1952       |                                                      |                                                      | NC $                                                 | NC                                                   | Frank Sedgman                                        | Mervyn Rose                                          | 10-8, 6-2                                            |                                                      |
| 54       | 1953       |                                                      |                                                      | NC $                                                 | NC                                                   | Lew Hoad                                             | Ken Rosewall                                         | 8-6, 10-8                                            |                                                      |
| 55       | 1954       |                                                      |                                                      | NC $                                                 | NC                                                   | Lew Hoad                                             | Mervyn Rose                                          | 8-6, 6-4                                             |                                                      |
| 56       | 1955       |                                                      |                                                      | NC $                                                 | NC                                                   | Ken Rosewall                                         | Lew Hoad                                             | 6-2, 6-3                                             |                                                      |
| 57       | 1956       |                                                      |                                                      | NC $                                                 | NC                                                   | Neale Fraser                                         | Ken Rosewall                                         | 7-5, 3-6, 9-7                                        |                                                      |
| 58       | 1957       |                                                      |                                                      | NC $                                                 | NC                                                   | Ashley Cooper                                        | Neale Fraser                                         | 6-8, 6-2, 6-3                                        |                                                      |
| 59       | 1958       |                                                      |                                                      | NC $                                                 | NC                                                   | Malcolm Anderson                                     | Bob Mark                                             | 1-6, 11-9, 6-3                                       |                                                      |
| 60       | 1959       |                                                      |                                                      | NC $                                                 | NC                                                   | Ramanathan Krishnan                                  | Neale Fraser                                         | 6-3, 6-0                                             |                                                      |
| 61       | 1960       |                                                      |                                                      | NC $                                                 | NC                                                   | Andrés Gimeno                                        | Roy Emerson                                          | 8-6, ,6-3                                            |                                                      |
| 62       | 1961       |                                                      |                                                      | NC $                                                 | NC                                                   | Bob Hewitt                                           | Chuck McKinley                                       | 6-2, 6-3                                             |                                                      |
| 63       | 1962       |                                                      |                                                      | NC $                                                 | NC                                                   | Rod Laver                                            | Roy Emerson                                          | 6-4, 7-5                                             |                                                      |
| 64       | 1963       |                                                      |                                                      | NC $                                                 | NC                                                   | Roy Emerson                                          | Owen Davidson                                        | 6-1, 6-2                                             |                                                      |
| 65       | 1964       |                                                      |                                                      | NC $                                                 | NC                                                   | Roy Emerson                                          | Toomas Leius                                         | 12-10, 6-4                                           |                                                      |
| 66       | 1965       |                                                      |                                                      | NC $                                                 | NC                                                   | Roy Emerson                                          | Dennis Ralston                                       | Forfait                                              |                                                      |
| 67       | 1966       |                                                      |                                                      | NC $                                                 | NC                                                   | Roy Emerson                                          | Tony Roche                                           | Forfait                                              |                                                      |
| 68       | 1967       |                                                      |                                                      | NC $                                                 | NC                                                   | John Newcombe                                        | Roger Taylor                                         | 7-5, 6-3                                             |                                                      |
| Ère Open |            |                                                      |                                                      |                                                      |                                                      |                                                      |                                                      |                                                      |                                                      |
| 69       | 17-06-1968 | The Queen's Club Championships, Londres              |                                                      | NC $                                                 | Gazon (ext.)                                         | Clark Graebner                                       | Tom Okker                                            | Finale non jouée                                     |                                                      |
| 70       | 16-06-1969 | The Queen's Club Championships, Londres              |                                                      | NC $                                                 | Gazon (ext.)                                         | Fred Stolle                                          | John Newcombe                                        | 6-3, 22-20                                           |                                                      |
| 71       | 15-06-1970 | The Queen's Club Championships, Londres              |                                                      | NC $                                                 | Gazon (ext.)                                         | Rod Laver                                            | John Newcombe                                        | 6-4, 6-3                                             |                                                      |
| 72       | 14-06-1971 | The Queen's Club Championships, Londres              |                                                      | NC $                                                 | Gazon (ext.)                                         | Stan Smith                                           | John Newcombe                                        | 8-6, 6-3                                             |                                                      |
| 73       | 26-06-1972 | The Queen's Club Championships, Londres              |                                                      | NC $                                                 | Gazon (ext.)                                         | Jimmy Connors                                        | John Paish                                           | 6-2, 6-3                                             |                                                      |
| 74       | 18-06-1973 | The Queen's Club Championships, Londres              |                                                      | NC $                                                 | Gazon (ext.)                                         | Ilie Năstase                                         | Roger Taylor                                         | 9-8, 6-3                                             |                                                      |
|          | 1974-1976  | Pas de tournoi                                       | Pas de tournoi                                       | Pas de tournoi                                       | Pas de tournoi                                       | Pas de tournoi                                       | Pas de tournoi                                       | Pas de tournoi                                       | Pas de tournoi                                       |
| 75       | 13-06-1977 | Rawlings International, Londres                      |                                                      | 100 000 $                                            | Gazon (ext.)                                         | Raúl Ramírez                                         | Mark Cox                                             | 9-7, 7-5                                             |                                                      |
| 76       | 19-06-1978 | The Queen's Club Championships, Londres              |                                                      | 125 000 $                                            | Gazon (ext.)                                         | Tony Roche                                           | John McEnroe                                         | 8-6, 9-7                                             |                                                      |
| 77       | 11-06-1979 | The Stella Artois Championships, Londres             |                                                      | 125 000 $                                            | Gazon (ext.)                                         | John McEnroe                                         | Víctor Pecci                                         | 6-7, 6-1, 6-1                                        |                                                      |
| 78       | 09-06-1980 | The Stella Artois Championships, Londres             |                                                      | 125 000 $                                            | Gazon (ext.)                                         | John McEnroe                                         | Kim Warwick                                          | 6-3, 6-1                                             |                                                      |
| 79       | 08-06-1981 | The Stella Artois Championships, Londres             |                                                      | 125 000 $                                            | Gazon (ext.)                                         | John McEnroe                                         | Brian Gottfried                                      | 7-6, 7-5                                             |                                                      |
| 80       | 07-06-1982 | The Stella Artois Championships, Londres             |                                                      | 150 000 $                                            | Gazon (ext.)                                         | Jimmy Connors                                        | John McEnroe                                         | 7-5, 6-3                                             |                                                      |
| 81       | 06-06-1983 | The Stella Artois Championships, Londres             |                                                      | 200 000 $                                            | Gazon (ext.)                                         | Jimmy Connors                                        | John McEnroe                                         | 6-3, 6-3                                             |                                                      |
| 82       | 11-06-1984 | The Stella Artois Championships, Londres             |                                                      | 200 000 $                                            | Gazon (ext.)                                         | John McEnroe                                         | Leif Shiras                                          | 6-1, 3-6, 6-2                                        |                                                      |
| 83       | 10-06-1985 | The Stella Artois Championships, Londres             |                                                      | 200 000 $                                            | Gazon (ext.)                                         | Boris Becker                                         | Johan Kriek                                          | 6-2, 6-3                                             |                                                      |
| 84       | 09-06-1986 | The Stella Artois Championships, Londres             |                                                      | 200 000 $                                            | Gazon (ext.)                                         | Tim Mayotte                                          | Jimmy Connors                                        | 6-4, 2-1, ab.                                        |                                                      |
| 85       | 08-06-1987 | The Stella Artois Championships, Londres             |                                                      | 250 000 $                                            | Gazon (ext.)                                         | Boris Becker                                         | Jimmy Connors                                        | 6-7, 6-3, 6-4                                        |                                                      |
| 86       | 06-06-1988 | The Stella Artois Championships, Londres             |                                                      | 340 000 $                                            | Gazon (ext.)                                         | Boris Becker                                         | Stefan Edberg                                        | 6-1, 3-6, 6-3                                        |                                                      |
| 87       | 12-06-1989 | The Stella Artois Championships, Londres             |                                                      | 350 000 $                                            | Gazon (ext.)                                         | Ivan Lendl                                           | Christo van Rensburg                                 | 4-6, 6-3, 6-4                                        |                                                      |
| 88       | 11-06-1990 | The Stella Artois Championships, Londres             | World Series                                         | 450 000 $                                            | Gazon (ext.)                                         | Ivan Lendl                                           | Boris Becker                                         | 6-3, 6-2                                             |                                                      |
| 89       | 10-06-1991 | The Stella Artois Championships, Londres             | World Series                                         | 450 000 $                                            | Gazon (ext.)                                         | Stefan Edberg                                        | David Wheaton                                        | 6-2, 6-3                                             |                                                      |
| 90       | 08-06-1992 | The Stella Artois Championships, Londres             | World Series                                         | 475 000 $                                            | Gazon (ext.)                                         | Wayne Ferreira                                       | Shūzō Matsuoka                                       | 6-3, 6-4                                             |                                                      |
| 91       | 07-06-1993 | The Stella Artois Championships, Londres             | World Series                                         | 600 000 $                                            | Gazon (ext.)                                         | Michael Stich                                        | Wayne Ferreira                                       | 6-3, 6-4                                             |                                                      |
| 92       | 06-06-1994 | The Stella Artois Championships, Londres             | World Series                                         | 600 000 $                                            | Gazon (ext.)                                         | Todd Martin                                          | Pete Sampras                                         | 7-64, 7-64                                           |                                                      |
| 93       | 12-06-1995 | The Stella Artois Championships, Londres             | World Series                                         | 600 000 $                                            | Gazon (ext.)                                         | Pete Sampras                                         | Guy Forget                                           | 7-63, 7-66                                           |                                                      |
| 94       | 10-06-1996 | The Stella Artois Championships, Londres             | World Series                                         | 675 000 $                                            | Gazon (ext.)                                         | Boris Becker                                         | Stefan Edberg                                        | 6-4, 7-63                                            |                                                      |
| 95       | 09-06-1997 | The Stella Artois Championships, Londres             | World Series                                         | 675 000 $                                            | Gazon (ext.)                                         | Mark Philippoussis                                   | Goran Ivanišević                                     | 7-5, 6-3                                             |                                                      |
| 96       | 08-06-1998 | The Stella Artois Championships, Londres             | Int' Series                                          | 725 000 $                                            | Gazon (ext.)                                         | Scott Draper                                         | Laurence Tieleman                                    | 7-65, 6-4                                            |                                                      |
| 97       | 07-06-1999 | The Stella Artois Championships, Londres             | Int' Series                                          | 725 000 $                                            | Gazon (ext.)                                         | Pete Sampras                                         | Tim Henman                                           | 61-7, 6-4, 7-64                                      |                                                      |
| 98       | 12-06-2000 | The Stella Artois Championships, Londres             | Int' Series                                          | 775 000 $                                            | Gazon (ext.)                                         | Lleyton Hewitt                                       | Pete Sampras                                         | 6-4, 6-4                                             |                                                      |
| 99       | 11-06-2001 | The Stella Artois Championships, Londres             | Int' Series                                          | 775 000 $                                            | Gazon (ext.)                                         | Lleyton Hewitt                                       | Tim Henman                                           | 7-63, 7-63                                           | Tableau                                              |
| 100      | 10-06-2002 | The Stella Artois Championships, Londres             | Int' Series                                          | 736 000 $                                            | Gazon (ext.)                                         | Lleyton Hewitt                                       | Tim Henman                                           | 4-6, 6-1, 6-4                                        | Tableau                                              |
| 101      | 09-06-2003 | The Stella Artois Championships, Londres             | Int' Series                                          | 800 000 $                                            | Gazon (ext.)                                         | Andy Roddick                                         | Sébastien Grosjean                                   | 6-3, 6-3                                             | Tableau                                              |
| 102      | 07-06-2004 | The Stella Artois Championships, Londres             | Int' Series                                          | 767 000 $                                            | Gazon (ext.)                                         | Andy Roddick                                         | Sébastien Grosjean                                   | 7-64, 6-4                                            | Tableau                                              |
| 103      | 06-06-2005 | The Stella Artois Championships, Londres             | Int' Series                                          | 775 000 $                                            | Gazon (ext.)                                         | Andy Roddick                                         | Ivo Karlović                                         | 7-67, 7-64                                           | Tableau                                              |
| 104      | 12-06-2006 | The Stella Artois Championships, Londres             | Int' Series                                          | 775 000 $                                            | Gazon (ext.)                                         | Lleyton Hewitt                                       | James Blake                                          | 6-4, 6-4                                             | Tableau                                              |
| 105      | 11-06-2007 | The Artois Championships, Londres                    | Int' Series                                          | 775 000 $                                            | Gazon (ext.)                                         | Andy Roddick                                         | Nicolas Mahut                                        | 4-6, 7-67, 7-62                                      | Tableau                                              |
| 106      | 09-06-2008 | The Artois Championships, Londres                    | Int' Series                                          | 692 000 €                                            | Gazon (ext.)                                         | Rafael Nadal                                         | Novak Djokovic                                       | 7-66, 7-5                                            | Tableau                                              |
| 107      | 08-06-2009 | AEGON Championships, Londres                         | ATP 250                                              | 663 750 €                                            | Gazon (ext.)                                         | Andy Murray                                          | James Blake                                          | 7-5, 6-4                                             | Tableau                                              |
| 108      | 07-06-2010 | AEGON Championships, Londres                         | ATP 250                                              | 627 700 €                                            | Gazon (ext.)                                         | Sam Querrey                                          | Mardy Fish                                           | 7-63, 7-5                                            | Tableau                                              |
| 109      | 06-06-2011 | AEGON Championships, Londres                         | ATP 250                                              | 608 000 €                                            | Gazon (ext.)                                         | Andy Murray                                          | Jo-Wilfried Tsonga                                   | 3-6, 7-62, 6-4                                       | Tableau                                              |
| 110      | 11-06-2012 | AEGON Championships, Londres                         | ATP 250                                              | 625 300 €                                            | Gazon (ext.)                                         | Marin Čilić                                          | David Nalbandian                                     | 63-7, 4-3, dsq.                                      | Tableau                                              |
| 111      | 10-06-2013 | AEGON Championships, Londres                         | ATP 250                                              | 683 665 €                                            | Gazon (ext.)                                         | Andy Murray                                          | Marin Čilić                                          | 5-7, 7-5, 6-3                                        | Tableau                                              |
| 112      | 09-06-2014 | AEGON Championships, Londres                         | ATP 250                                              | 711 010 €                                            | Gazon (ext.)                                         | Grigor Dimitrov                                      | Feliciano López                                      | 68-7, 7-61, 7-66                                     | Tableau                                              |
| 113      | 15-06-2015 | AEGON Championships, Londres                         | ATP 500                                              | 1 574 640 €                                          | Gazon (ext.)                                         | Andy Murray                                          | Kevin Anderson                                       | 6-3, 6-4                                             | Tableau                                              |
| 114      | 13-06-2016 | AEGON Championships, Londres                         | ATP 500                                              | 1 802 945 €                                          | Gazon (ext.)                                         | Andy Murray                                          | Milos Raonic                                         | 65-7, 6-4, 6-3                                       | Tableau                                              |
| 115      | 19-06-2017 | AEGON Championships, Londres                         | ATP 500                                              | 1 836 660 €                                          | Gazon (ext.)                                         | Feliciano López                                      | Marin Čilić                                          | 4-6, 7-62, 7-68                                      | Tableau                                              |
| 116      | 18-06-2018 | Fever-Tree Championships, Londres                    | ATP 500                                              | 1 983 595 €                                          | Gazon (ext.)                                         | Marin Čilić                                          | Novak Djokovic                                       | 5-7, 7-64, 6-3                                       | Tableau                                              |
| 117      | 17-06-2019 | Fever-Tree Championships, Londres                    | ATP 500                                              | 2 081 830 €                                          | Gazon (ext.)                                         | Feliciano López                                      | Gilles Simon                                         | 6-2, 64-7, 7-62                                      | Tableau                                              |
| –        | 2020       | Édition supprimée à cause de la pandémie de Covid-19 | Édition supprimée à cause de la pandémie de Covid-19 | Édition supprimée à cause de la pandémie de Covid-19 | Édition supprimée à cause de la pandémie de Covid-19 | Édition supprimée à cause de la pandémie de Covid-19 | Édition supprimée à cause de la pandémie de Covid-19 | Édition supprimée à cause de la pandémie de Covid-19 | Édition supprimée à cause de la pandémie de Covid-19 |
| 118      | 14-06-2021 | Cinch Championships, Londres                         | ATP 500                                              | 1 290 135 €                                          | Gazon (ext.)                                         | Matteo Berrettini                                    | Cameron Norrie                                       | 6-4, 65-7, 6-3                                       | Tableau                                              |
| 119      | 13-06-2022 | Cinch Championships, Londres                         | ATP 500                                              | 2 134 520 €                                          | Gazon (ext.)                                         | Matteo Berrettini                                    | Filip Krajinović                                     | 7-5, 6-4                                             | Tableau                                              |
| 120      | 19-06-2023 | Cinch Championships, Londres                         | ATP 500                                              | 2 195 175 €                                          | Gazon (ext.)                                         | Carlos Alcaraz                                       | Alex de Minaur                                       | 6-4, 6-4                                             | Tableau                                              |
| 121      | 17-06-2024 | Cinch Championships, Londres                         | ATP 500                                              | 2 255 655 €                                          | Gazon (ext.)                                         | Tommy Paul                                           | Lorenzo Musetti                                      | 6-1, 7-68                                            | Tableau                                              |
| 122      | 22-06-2025 | HSBC Championships, Londres                          | ATP 500                                              | NC €                                                 | Gazon (ext.)                                         | Carlos Alcaraz                                       | Jiří Lehečka                                         | 7-5, 65-7, 6-2                                       | Tableau                                              |

### Double
| No | Date       | Nom et lieu du tournoi                               | Catégorie                                            | Dotation                                             | Surface                                              | Vainqueurs                                           | Finalistes                                           | Score                                                |                                                      |
| -- | ---------- | ---------------------------------------------------- | ---------------------------------------------------- | ---------------------------------------------------- | ---------------------------------------------------- | ---------------------------------------------------- | ---------------------------------------------------- | ---------------------------------------------------- | ---------------------------------------------------- |
| 1  | 16-06-1969 | The Queen's Club Championships, Londres              |                                                      | NC $                                                 | Gazon (ext.)                                         | Owen Davidson Dennis Ralston                         | Ove Bengtson Thomaz Koch                             | 8-6, 6-3                                             |                                                      |
| 2  | 15-06-1970 | The Queen's Club Championships, Londres              |                                                      | NC $                                                 | Gazon (ext.)                                         | Tom Okker Marty Riessen                              | Arthur Ashe Charlie Pasarell                         | 7-9, 6-4, 9-7                                        |                                                      |
| 3  | 14-06-1971 | The Queen's Club Championships, Londres              |                                                      | NC $                                                 | Gazon (ext.)                                         | Tom Okker Marty Riessen                              | Stan Smith Erik van Dillen                           | 8-6, 4-6, 15-13                                      |                                                      |
| 4  | 26-06-1972 | The Queen's Club Championships, Londres              |                                                      | NC $                                                 | Gazon (ext.)                                         | Jim McManus Jim Osborne                              | Jürgen Fassbender Karl Meiler                        | 4-6, 6-3, 7-5                                        |                                                      |
| 5  | 18-06-1973 | The Queen's Club Championships, Londres              |                                                      | NC $                                                 | Gazon (ext.)                                         | Tom Okker Marty Riessen                              | Ray Keldie Raymond Moore                             | 6-4, 7-5                                             |                                                      |
|    | 1974-1976  | Pas de tournoi                                       | Pas de tournoi                                       | Pas de tournoi                                       | Pas de tournoi                                       | Pas de tournoi                                       | Pas de tournoi                                       | Pas de tournoi                                       | Pas de tournoi                                       |
| 6  | 13-06-1977 | Rawlings International, Londres                      |                                                      | 100 000 $                                            | Gazon (ext.)                                         | Anand Amritraj Vijay Amritraj                        | John Lloyd David Lloyd                               | 6-1, 6-2                                             |                                                      |
| 7  | 19-06-1978 | The Queen's Club Championships, Londres              |                                                      | 125 000 $                                            | Gazon (ext.)                                         | Bob Hewitt Frew McMillan                             | Fred McNair Raúl Ramírez                             | 6-2, 7-5                                             |                                                      |
| 8  | 11-06-1979 | The Stella Artois Championships, Londres             |                                                      | 125 000 $                                            | Gazon (ext.)                                         | Tim Gullikson Tom Gullikson                          | Marty Riessen Sherwood Stewart                       | 6-4, 6-4                                             |                                                      |
| 9  | 09-06-1980 | The Stella Artois Championships, Londres             |                                                      | 125 000 $                                            | Gazon (ext.)                                         | Rod Frawley Geoff Masters                            | Paul McNamee Sherwood Stewart                        | 6-2, 4-6, 11-9                                       |                                                      |
| 10 | 08-06-1981 | The Stella Artois Championships, Londres             |                                                      | 125 000 $                                            | Gazon (ext.)                                         | Pat Dupré Brian Teacher                              | Kevin Curren Steve Denton                            | 3-6, 7-6, 11-9                                       |                                                      |
| 11 | 07-06-1982 | The Stella Artois Championships, Londres             |                                                      | 150 000 $                                            | Gazon (ext.)                                         | John McEnroe Peter Rennert                           | Victor Amaya Hank Pfister                            | 7-6, 7-5                                             |                                                      |
| 12 | 06-06-1983 | The Stella Artois Championships, Londres             |                                                      | 200 000 $                                            | Gazon (ext.)                                         | Brian Gottfried Paul McNamee                         | Kevin Curren Steve Denton                            | 6-4, 6-3                                             |                                                      |
| 13 | 11-06-1984 | The Stella Artois Championships, Londres             |                                                      | 200 000 $                                            | Gazon (ext.)                                         | Pat Cash Paul McNamee                                | Bernard Mitton Butch Walts                           | 6-4, 6-3                                             |                                                      |
| 14 | 10-06-1985 | The Stella Artois Championships, Londres             |                                                      | 200 000 $                                            | Gazon (ext.)                                         | Ken Flach Robert Seguso                              | Pat Cash John Fitzgerald                             | 3-6, 6-3, 16-14                                      |                                                      |
| 15 | 09-06-1986 | The Stella Artois Championships, Londres             |                                                      | 200 000 $                                            | Gazon (ext.)                                         | Kevin Curren Guy Forget                              | Darren Cahill Mark Kratzmann                         | 6-2, 7-6                                             |                                                      |
| 16 | 08-06-1987 | The Stella Artois Championships, Londres             |                                                      | 250 000 $                                            | Gazon (ext.)                                         | Guy Forget Yannick Noah                              | Rick Leach Tim Pawsat                                | 6-4, 6-4                                             |                                                      |
| 17 | 06-06-1988 | The Stella Artois Championships, Londres             |                                                      | 340 000 $                                            | Gazon (ext.)                                         | Ken Flach Robert Seguso                              | Pieter Aldrich Danie Visser                          | 6-2, 7-6                                             |                                                      |
| 18 | 12-06-1989 | The Stella Artois Championships, Londres             |                                                      | 350 000 $                                            | Gazon (ext.)                                         | Darren Cahill Mark Kratzmann                         | Tim Pawsat Laurie Warder                             | 7-6, 6-3                                             |                                                      |
| 19 | 11-06-1990 | The Stella Artois Championships, Londres             | World Series                                         | 450 000 $                                            | Gazon (ext.)                                         | Jeremy Bates Kevin Curren                            | Henri Leconte Ivan Lendl                             | 6-2, 7-6                                             |                                                      |
| 20 | 10-06-1991 | The Stella Artois Championships, Londres             | World Series                                         | 450 000 $                                            | Gazon (ext.)                                         | Todd Woodbridge Mark Woodforde                       | Grant Connell Glenn Michibata                        | 6-4, 7-6                                             |                                                      |
| 21 | 08-06-1992 | The Stella Artois Championships, Londres             | World Series                                         | 475 000 $                                            | Gazon (ext.)                                         | John Fitzgerald Anders Järryd                        | Goran Ivanišević Diego Nargiso                       | 6-4, 7-6                                             |                                                      |
| 22 | 07-06-1993 | The Stella Artois Championships, Londres             | World Series                                         | 600 000 $                                            | Gazon (ext.)                                         | Todd Woodbridge Mark Woodforde                       | Neil Broad Gary Muller                               | 6-7, 6-3, 6-4                                        |                                                      |
| 23 | 06-06-1994 | The Stella Artois Championships, Londres             | World Series                                         | 600 000 $                                            | Gazon (ext.)                                         | Jan Apell Jonas Björkman                             | Todd Woodbridge Mark Woodforde                       | 3-6, 7-6, 6-4                                        |                                                      |
| 24 | 12-06-1995 | The Stella Artois Championships, Londres             | World Series                                         | 600 000 $                                            | Gazon (ext.)                                         | Todd Martin Pete Sampras                             | Jan Apell Jonas Björkman                             | 7-6, 6-4                                             |                                                      |
| 25 | 10-06-1996 | The Stella Artois Championships, Londres             | World Series                                         | 675 000 $                                            | Gazon (ext.)                                         | Todd Woodbridge Mark Woodforde                       | Sébastien Lareau Alex O'Brien                        | 6-3, 7-6                                             |                                                      |
| 26 | 09-06-1997 | The Stella Artois Championships, Londres             | World Series                                         | 675 000 $                                            | Gazon (ext.)                                         | Mark Philippoussis Patrick Rafter                    | Sandon Stolle Cyril Suk                              | 6-2, 4-6, 7-5                                        |                                                      |
| 27 | 08-06-1998 | The Stella Artois Championships, Londres             | Int' Series                                          | 725 000 $                                            | Gazon (ext.)                                         | Todd Woodbridge Mark Woodforde                       | Jonas Björkman Patrick Rafter                        | Finale non jouée                                     |                                                      |
| 28 | 07-06-1999 | The Stella Artois Championships, Londres             | Int' Series                                          | 725 000 $                                            | Gazon (ext.)                                         | Sébastien Lareau Alex O'Brien                        | Todd Woodbridge Mark Woodforde                       | 6-3, 7-63                                            |                                                      |
| 29 | 12-06-2000 | The Stella Artois Championships, Londres             | Int' Series                                          | 775 000 $                                            | Gazon (ext.)                                         | Todd Woodbridge Mark Woodforde                       | Jonathan Stark Eric Taino                            | 65-7, 6-3, 7-61                                      |                                                      |
| 30 | 11-06-2001 | The Stella Artois Championships, Londres             | Int' Series                                          | 775 000 $                                            | Gazon (ext.)                                         | Bob Bryan Mike Bryan                                 | Eric Taino David Wheaton                             | 6-3, 3-6, 6-1                                        | Tableau                                              |
| 31 | 10-06-2002 | The Stella Artois Championships, Londres             | Int' Series                                          | 736 000 $                                            | Gazon (ext.)                                         | Wayne Black Kevin Ullyett                            | Mahesh Bhupathi Max Mirnyi                           | 7-5, 6-3                                             | Tableau                                              |
| 32 | 09-06-2003 | The Stella Artois Championships, Londres             | Int' Series                                          | 800 000 $                                            | Gazon (ext.)                                         | Mark Knowles Daniel Nestor                           | Mahesh Bhupathi Max Mirnyi                           | 5-7, 6-4, 7-63                                       | Tableau                                              |
| 33 | 07-06-2004 | The Stella Artois Championships, Londres             | Int' Series                                          | 767 000 $                                            | Gazon (ext.)                                         | Bob Bryan Mike Bryan                                 | Mark Knowles Daniel Nestor                           | 6-4, 6-4                                             | Tableau                                              |
| 34 | 06-06-2005 | The Stella Artois Championships, Londres             | Int' Series                                          | 775 000 $                                            | Gazon (ext.)                                         | Bob Bryan Mike Bryan                                 | Jonas Björkman Max Mirnyi                            | 7-69, 7-64                                           | Tableau                                              |
| 35 | 12-06-2006 | The Stella Artois Championships, Londres             | Int' Series                                          | 775 000 $                                            | Gazon (ext.)                                         | Paul Hanley Kevin Ullyett                            | Jonas Björkman Max Mirnyi                            | 6-4, 3-6, [10-8]                                     | Tableau                                              |
| 36 | 11-06-2007 | The Artois Championships, Londres                    | Int' Series                                          | 775 000 $                                            | Gazon (ext.)                                         | Mark Knowles Daniel Nestor                           | Bob Bryan Mike Bryan                                 | 7-64, 7-5                                            | Tableau                                              |
| 37 | 09-06-2008 | The Artois Championships, Londres                    | Int' Series                                          | 692 000 €                                            | Gazon (ext.)                                         | Daniel Nestor Nenad Zimonjić                         | Marcelo Melo André Sá                                | 6-4, 7-63                                            | Tableau                                              |
| 38 | 08-06-2009 | AEGON Championships, Londres                         | ATP 250                                              | 663 750 €                                            | Gazon (ext.)                                         | Wesley Moodie Mikhail Youzhny                        | Marcelo Melo André Sá                                | 6-4, 4-6, [10-6]                                     | Tableau                                              |
| 39 | 07-06-2010 | AEGON Championships, Londres                         | ATP 250                                              | 627 700 €                                            | Gazon (ext.)                                         | Novak Djokovic Jonathan Erlich                       | Karol Beck David Škoch                               | 6-7, 6-2, [10-3]                                     | Tableau                                              |
| 40 | 06-06-2011 | AEGON Championships, Londres                         | ATP 250                                              | 608 000 €                                            | Gazon (ext.)                                         | Bob Bryan Mike Bryan                                 | Mahesh Bhupathi Leander Paes                         | 62-7, 7-64, [10-6]                                   | Tableau                                              |
| 41 | 11-06-2012 | AEGON Championships, Londres                         | ATP 250                                              | 625 300 €                                            | Gazon (ext.)                                         | Max Mirnyi Daniel Nestor                             | Bob Bryan Mike Bryan                                 | 6-3, 6-4                                             | Tableau                                              |
| 42 | 10-06-2013 | AEGON Championships, Londres                         | ATP 250                                              | 683 665 €                                            | Gazon (ext.)                                         | Bob Bryan Mike Bryan                                 | Alexander Peya Bruno Soares                          | 4-6, 7-5, [10-3]                                     | Tableau                                              |
| 43 | 09-06-2014 | AEGON Championships, Londres                         | ATP 250                                              | 711 010 €                                            | Gazon (ext.)                                         | Alexander Peya Bruno Soares                          | Jamie Murray John Peers                              | 4-6, 7-64, [10-4]                                    | Tableau                                              |
| 44 | 15-06-2015 | AEGON Championships, Londres                         | ATP 500                                              | 1 574 640 €                                          | Gazon (ext.)                                         | Pierre-Hugues Herbert Nicolas Mahut                  | Marcin Matkowski Nenad Zimonjić                      | 6-2, 6-2                                             | Tableau                                              |
| 45 | 13-06-2016 | AEGON Championships, Londres                         | ATP 500                                              | 1 802 945 €                                          | Gazon (ext.)                                         | Pierre-Hugues Herbert Nicolas Mahut                  | Chris Guccione André Sá                              | 6-3, 7-65                                            | Tableau                                              |
| 46 | 19-06-2017 | AEGON Championships, Londres                         | ATP 500                                              | 1 836 660 €                                          | Gazon (ext.)                                         | Jamie Murray Bruno Soares                            | Julien Benneteau Édouard Roger-Vasselin              | 6-2, 6-3                                             | Tableau                                              |
| 47 | 18-06-2018 | Fever-Tree Championships, Londres                    | ATP 500                                              | 1 983 595 €                                          | Gazon (ext.)                                         | Henri Kontinen John Peers                            | Jamie Murray Bruno Soares                            | 6-4, 6-3                                             | Tableau                                              |
| 48 | 17-06-2019 | Fever-Tree Championships, Londres                    | ATP 500                                              | 2 081 830 €                                          | Gazon (ext.)                                         | Feliciano López Andy Murray                          | Rajeev Ram Joe Salisbury                             | 6-4, 65-7, 6-3                                       | Tableau                                              |
| –  | 2020       | Édition supprimée à cause de la pandémie de Covid-19 | Édition supprimée à cause de la pandémie de Covid-19 | Édition supprimée à cause de la pandémie de Covid-19 | Édition supprimée à cause de la pandémie de Covid-19 | Édition supprimée à cause de la pandémie de Covid-19 | Édition supprimée à cause de la pandémie de Covid-19 | Édition supprimée à cause de la pandémie de Covid-19 | Édition supprimée à cause de la pandémie de Covid-19 |
| 49 | 14-06-2021 | Cinch Championships, Londres                         | ATP 500                                              | 1 290 135 €                                          | Gazon (ext.)                                         | Pierre-Hugues Herbert Nicolas Mahut                  | Reilly Opelka John Peers                             | 6-4, 7-5                                             | Tableau                                              |
| 50 | 13-06-2022 | Cinch Championships, Londres                         | ATP 500                                              | 2 134 520 €                                          | Gazon (ext.)                                         | Nikola Mektić Mate Pavić                             | Lloyd Glasspool Harri Heliövaara                     | 3-6, 7-63, [10-6]                                    | Tableau                                              |
| 51 | 19-06-2023 | Cinch Championships, Londres                         | ATP 500                                              | 2 195 175 €                                          | Gazon (ext.)                                         | Ivan Dodig Austin Krajicek                           | Taylor Fritz Jiří Lehečka                            | 6-4, 65-7, [10-3]                                    | Tableau                                              |
| 52 | 17-06-2024 | Cinch Championships, Londres                         | ATP 500                                              | 2 255 655 €                                          | Gazon (ext.)                                         | Neal Skupski Michael Venus                           | Taylor Fritz Karen Khachanov                         | 4-6, 7-65, [10-8]                                    | Tableau                                              |

## Palmarès dames

### Simple
| No       | Date       | Nom et lieu du tournoi                       | Catégorie      | Dotation       | Surface        | Vainqueure           | Finaliste        | Score          |                |
| -------- | ---------- | -------------------------------------------- | -------------- | -------------- | -------------- | -------------------- | ---------------- | -------------- | -------------- |
| 1        | 19-06-1961 | London Grass Court Championships, Londres    |                | NC             | Gazon (ext.)   | Margaret Smith       | Nancy Richey     | 6-0, 4-6, 6-2  | Tableau        |
| 2        | 18-06-1962 | London Grass Court Championships, Londres    |                | NC             | Gazon (ext.)   | Rita Bentley         | Lorna Cawthorn   | 7-5, 7-5       | Tableau        |
| 3        | 15-06-1964 | London Grass Court Championships, Londres    |                | NC             | Gazon (ext.)   | Margaret Smith       | Ann Haydon-Jones | 6-3, 6-3       | Tableau        |
| 4        | 14-06-1965 | London Grass Court Championships, Londres    |                | NC             | Gazon (ext.)   | Annette Van Zyl      | Christine Truman | 6-3, 4-6, 6-4  | Tableau        |
| Ère Open |            |                                              |                |                |                |                      |                  |                |                |
| 5        | 15-06-1970 | Rothmans Open London Championships, Londres  |                | NC             | Gazon (ext.)   | Margaret Smith Court | Winnie Shaw      | 2-6, 8-6, 6-2  | Tableau        |
| 6        | 14-06-1971 | Rothmans London Grass Court Champ's, Londres | Grand Prix     | 11 500 $       | Gazon (ext.)   | Margaret Smith Court | Billie Jean King | 6-3, 3-6, 6-3  | Tableau        |
| 7        | 19-06-1972 | Rothmans London Grass Court Champ's, Londres |                | 14 600 $       | Gazon (ext.)   | Chris Evert          | Karen Krantzcke  | 6-4, 6-0       | Tableau        |
| 8        | 18-06-1973 | Rothmans London Grass Court Champ's, Londres |                | NC             | Gazon (ext.)   | Olga Morozova        | Evonne Goolagong | 6-2, 6-3       | Tableau        |
| –        | 1974-2024  | Pas de tournoi                               | Pas de tournoi | Pas de tournoi | Pas de tournoi | Pas de tournoi       | Pas de tournoi   | Pas de tournoi | Pas de tournoi |
| 9        | 09-06-2025 | The HSBC Championships, Londres              | WTA 500        | 1 064 510 $    | Gazon (ext.)   | Tatjana Maria        | Amanda Anisimova | 6-3, 6-4       | Tableau        |

### Double
| No       | Date       | Nom et lieu du tournoi                      | Catégorie      | Dotation       | Surface        | Vainqueures                      | Finalistes                        | Score             |                |
| -------- | ---------- | ------------------------------------------- | -------------- | -------------- | -------------- | -------------------------------- | --------------------------------- | ----------------- | -------------- |
| 1        | 19-06-1961 | London Grass Court Championships Londres    |                | NC             | Gazon (ext.)   | Karen Hantze Billie Jean Moffitt | Margaret Hunt Lynne Hutchings     | 6-2, 13-15, 6-2   | Tableau        |
| 2        | 18-06-1962 | London Grass Court Championships Londres    |                | NC             | Gazon (ext.)   | Justina Bricka Margaret Smith    | Maria Bueno Darlene Hard          | 6-3, 6-2          | Tableau        |
| 3        | 15-06-1964 | London Grass Court Championships Londres    |                | NC             | Gazon (ext.)   | Ann Haydon-Jones Renee Schuurman | Deidre Catt Elizabeth Starkie     | 6-1, 6-3          | Tableau        |
| 4        | 14-06-1965 | London Grass Court Championships Londres    |                | NC             | Gazon (ext.)   | Margaret Smith Lesley Turner     | Maria Bueno Billie Jean Moffitt   | 10-8, 6-2         | Tableau        |
| Ère Open |            |                                             |                |                |                |                                  |                                   |                   |                |
| 5        | 15-06-1970 | Rothmans Open London Championships Londres  |                | NC             | Gazon (ext.)   | Billie Jean King Rosie Casals    | Karen Krantzcke Kerry Melville    | 6-4, 6-3          | Tableau        |
| 6        | 14-06-1971 | Rothmans London Grass Court Champ's Londres | Grand Prix     | 11 500 $       | Gazon (ext.)   | Rosie Casals Billie Jean King    | Mary-Ann Eisel Valerie Ziegenfuss | 6-3, 6-2          | Tableau        |
| 7        | 19-06-1972 | Rothmans London Grass Court Champ's Londres |                | 14 600 $       | Gazon (ext.)   | Rosie Casals Billie Jean King    | Brenda Kirk Pat Pretorius         | 5-7, 6-0, 6-2     | Tableau        |
| 8        | 18-06-1973 | Rothmans London Grass Court Champ's Londres |                | NC             | Gazon (ext.)   | Rosie Casals Billie Jean King    | Françoise Dürr Betty Stöve        | 4-6, 6-3, 7-5     | Tableau        |
| –        | 1974-2024  | Pas de tournoi                              | Pas de tournoi | Pas de tournoi | Pas de tournoi | Pas de tournoi                   | Pas de tournoi                    | Pas de tournoi    | Pas de tournoi |
| 9        | 09-06-2025 | The HSBC Championships Londres              | WTA 500        | 1 064 510 $    | Gazon (ext.)   | Asia Muhammad Demi Schuurs       | Anna Danilina Diana Shnaider      | 7-5, 63-7, [10-4] | Tableau        |

## Galerie d'images

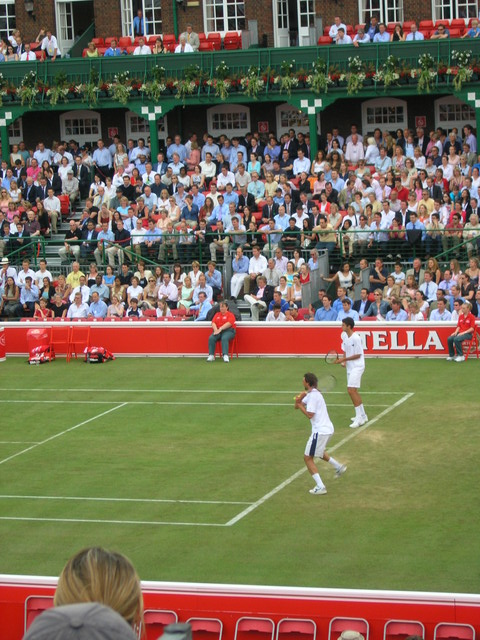
Goran Ivanišević et Mario Ančić jouant durant l'édition 2004 du tournoi du Queen's.
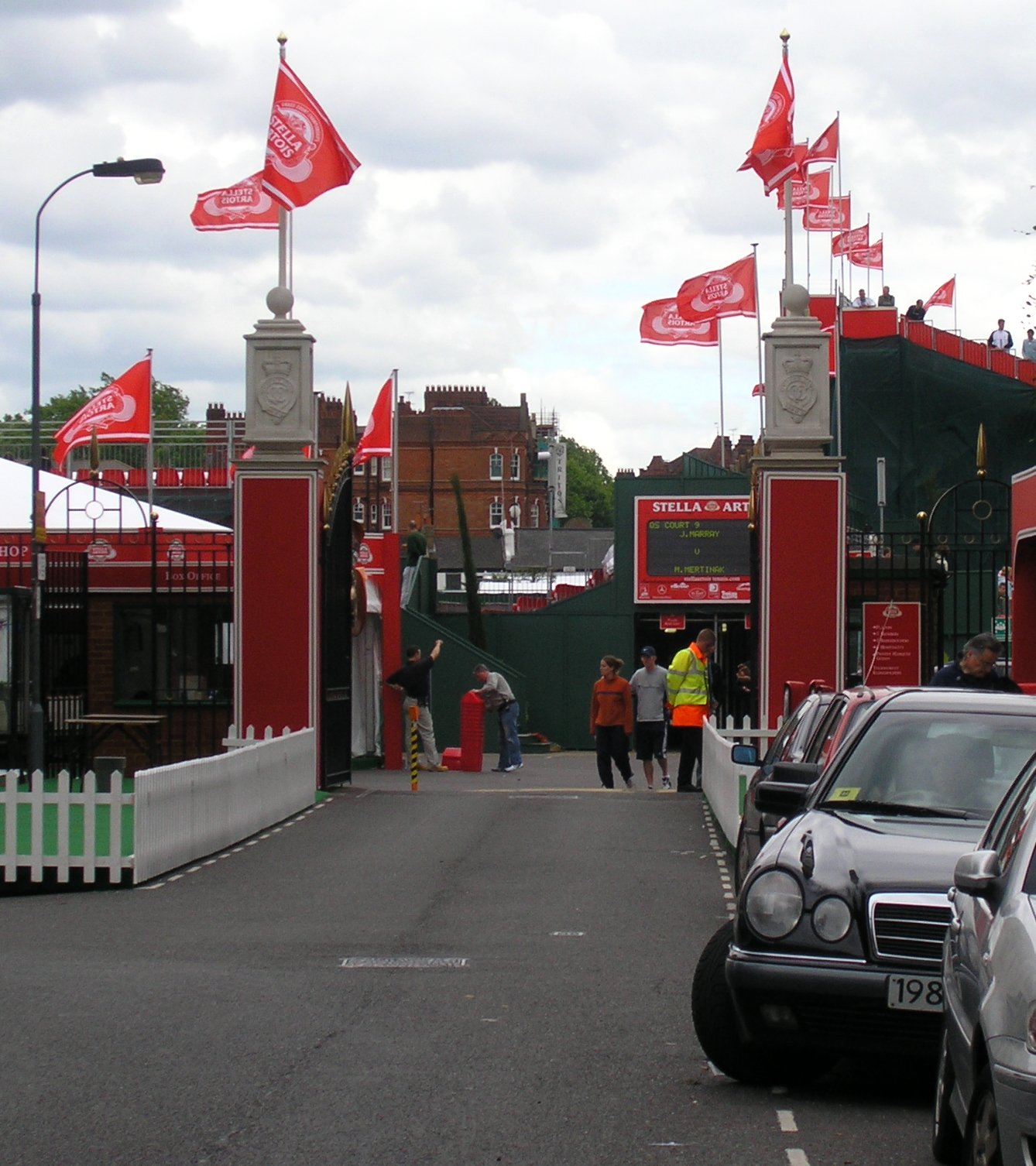
Entrée du Queen's Club.
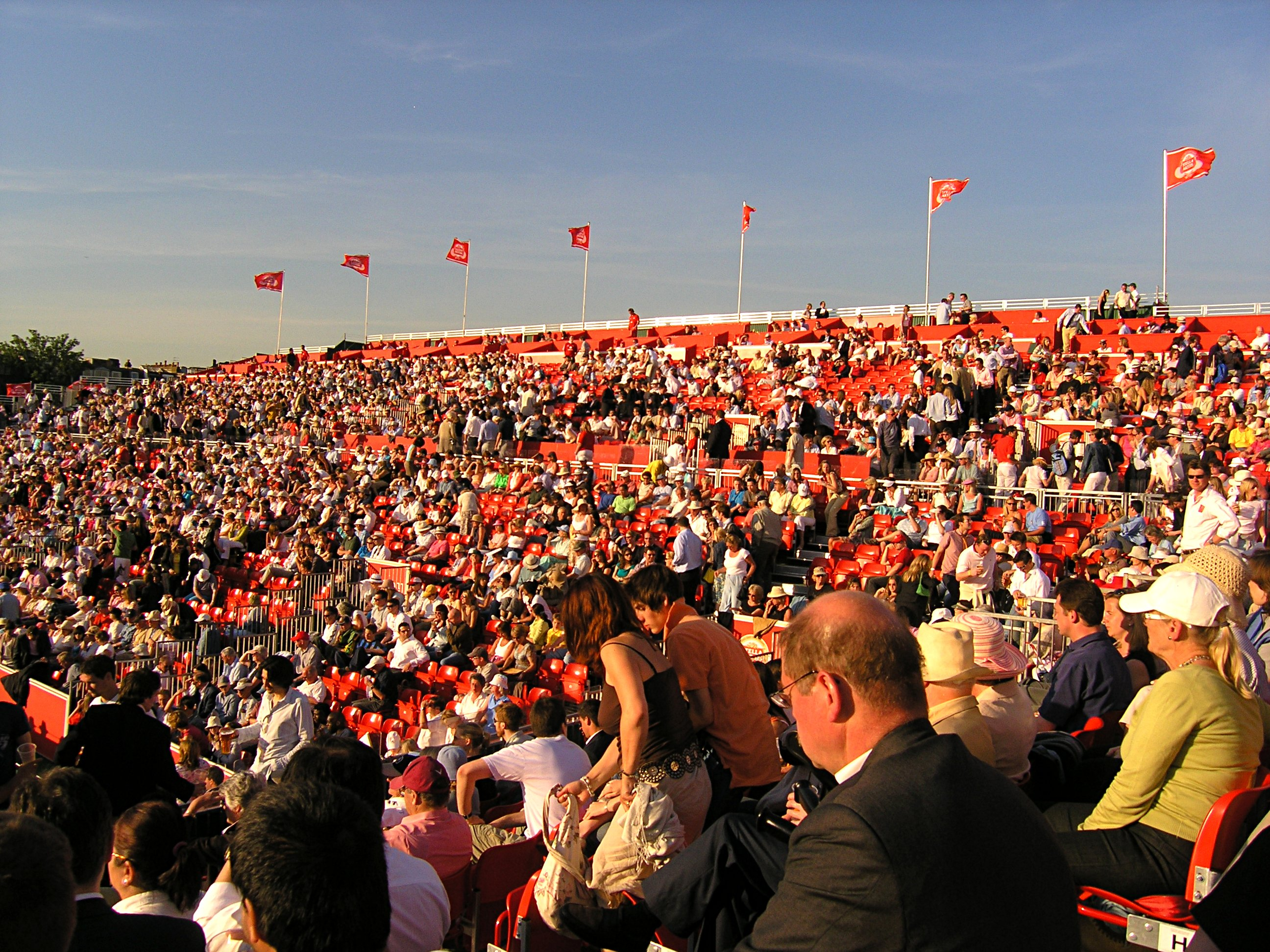
Le court central.

## Accès
Le complexe de tennis du Queen's Club est situé à quatre minutes à pied de la station de métro Barons Court sur la District line et la Piccadilly line.